# كارلوس كاستانيدا (لاعب كرة قدم)
كارلوس كاستانيدا (بالإسبانية: Carlos Castañeda)‏ هو لاعب كرة قدم غواتيمالي، ولد في 4 يناير 1963. شارك مع منتخب غواتيمالا لكرة القدم. أما مع النوادي، فقد لعب مع نادي كوميونيكيشنس.

## وصلات خارجية
- كارلوس كاستانيدا على موقع الاتحاد الدولي (مؤرشف)  (الإنجليزية)
- كارلوس كاستانيدا على موقع ناشيونال فوتبول تيمز (الإنجليزية)
- كارلوس كاستانيدا على موقع عالم كرة القدم.نت (الإنجليزية)
- كارلوس كاستانيدا على موقع أوليمبيديا (الإنجليزية)